# Demerecviridae
Demerecviridae ist die Bezeichnung für eine Familie von Viren mit sog. Kopf-Schwanz-Aufbau (Klasse Caudoviricetes), die Bakterien und Archaeen verschiedener Arten (Spezies) infizieren (solche bakteriellen Viren werden auch Bakteriophagen genannt). Der erste isolierte Phage von diesem Typ war der Coliphage T5.
Die Familie enthält (mit Stand Mai 2024) offiziell bestätigt drei Unterfamilien (Markadamsvirinae, Mccorquodalevirinae und Ermolyevavirinae), sowie sechs Gattungen ohne Zuordnung zu einer Unterfamilie.

## Etymologie
Die Familie wurde benannt zu Ehren von Milislav Demerec (1895–1966), einem kroatisch-amerikanischen Genetiker, der Pionierarbeit auf dem Gebiet der Bakteriophagen leistete, indem er zusammen mit dem italienisch-amerikanischen Physiker Ugo Fano (1912–2001) 1945 erstmals den Coliphagen T5 aus einer Mischung isolierte, die ihnen von Tony L. Rakieten (Long Island College of Medicine, USA) zur Verfügung gestellt wurde.

## Beschreibung
Mitglieder dieser Familie sind Caudoviren (Viren mit Kopf-Schwanz-Struktur) vom Morphotyp der Siphoviren (ehemalige Familie Siphoviridae, von der die Familie durch das ICTV ausgegliedert wurde).
Ihre natürlichen Wirte sind Bakterien aus einer Reihe von Gattungen: Aeromonas, Escherichia, Klebsiella, Pectobacterium, Proteus, Providencia, Salmonella, Shigella, Vibrio und Yersinia (alle Gammaproteobacteria); sowie eventuell noch einige andere der Proteobacteria (siehe §Systematik, Vorschläge).
Das dsDNA-Genom von Coliphage T5 (AY543070.1) ist 121,75 kbp (Kilobasenpaare) lang, hat einen GC-Gehalt von 39,3 mol% und kodiert 162 Proteine und 24 tRNAs (Transfer-RNAs).
Es zeichnet sich durch lange (etwa 10,219 kbp oder mehr) direkte terminale Wiederholungen (englisch direct terminal repeats) aus.
In der gesamten Familie reicht die Genomlänge von etwa 106,2 bis 122,8 kbp,
und der GC-Gehalt variiert von 39,1 bis 45,2 mol%.

## Systematik
Gemäß International Committee on Taxonomy of Viruses (ICTV) gliedert sich die Familie Demerecviridae mit Stand Mai 2024 wie folgt in Unterfamilien, Gattungen und Arten (von letzteren ist hier nur eine Auswahl wiedergegeben),
zusammen mit einer Auswahl an Vorschlägen in Anführungszeichen (wo nicht anders angegeben gemäß der Taxonomie des NCBI mit Stand 12. Juli 2024):
Familie Demerecviridae
- Unterfamilie Ermolyevavirinae
  - Gattung Cetovirus (Wirte: Vibrionen, d. h. Vibriophagen)
    - Spezies Cetovirus ceto (Vibrio-Virus Ceto, ehem. Typus) mit Vibrio phage Ceto

  - Gattung Jesfedecavirus (Wirte: Vibrionen)
    - Spezies Jesfedecavirus JSF10 (Vibrio-Virus JSF10, ehem. Typus) mit VVibrio phage JSF10
    - Spezies Jesfedecavirus JSF12 (Vibrio-Virus JSF12) mit Vibrio phage JSF12
    - Spezies Jesfedecavirus phi3 (Vibrio-Virus phi3) mit Vibrio phage phi 3

  - Gattung Thalassavirus (früher zu Cetovirus; Wirte: Vibrionen)
    - Spezies Thalassavirus achelous mit Vibrio phage Achelous
    - Spezies Thalassavirus AG74 mit Vibrio phage AG74
    - Spezies Thalassavirus athena mit Vibrio phage Athena
    - Spezies Thalassavirus bennett mit Vibrio phage Bennett
    - Spezies Thalassavirus brizo mit Vibrio phage Brizo
    - Spezies Thalassavirus chester mit Vibrio phage Chester
    - Spezies Thalassavirus cody mit Vibrio phage Cody
    - Spezies Thalassavirus gary mit Vibrio phage Gary
    - Spezies Thalassavirus pontus mit Vibrio phage Pontus
    - Spezies Thalassavirus quinn mit Vibrio phage Quinn
    - Spezies Thalassavirus river4 mit Vibrio phage River4
    - Spezies Thalassavirus thalassa (Vibrio-Virus Thalassa) mit Vibrio phage Thalassa

  - Gattung Vipunavirus (Vibriophagen)
    - Spezies Vipunavirus pVp1 (Vibrio-Virus pVp1) mit Vibrio phage pVP-1

- Unterfamilie Markadamsvirinae
  - Gattung Epseptimavirus (inklusive der früheren Gattung Haartmanvirus; Wirte: Escherichien, Salmonellen, Yersinien)
    - Spezies Epseptimavirus 100268sal2 mit Salmonella phage 100268_sal2
    - Spezies Epseptimavirus 118970sal2 mit Salmonella phage 118970_sal2
    - Spezies Epseptimavirus 150049 mit Klebsiella phage 150049
    - Spezies Epseptimavirus ace mit Escherichia phage vB_EcoS_Ace
    - Spezies Epseptimavirus atrejo mit Salmonella phage atrejo
    - Spezies Epseptimavirus bastian mit Salmonella phage bastian
    - Spezies Epseptimavirus BD13 mit Salmonella phage BD13
    - Spezies Epseptimavirus beppo mit Salmonella phage beppo
    - Spezies Epseptimavirus bobsandoy mit Salmonella phage bobsandoy
    - Spezies Epseptimavirus bombadil mit Salmonella phage bombadil
    - Spezies Epseptimavirus bux mit Salmonella phage bux
    - Spezies Epseptimavirus ende mit Salmonella phage ende
    - Spezies Epseptimavirus EPS7 (Escherichia-Virus EPS7, ehem. Typus) mit Escherichia phage EPS7
    - Spezies Epseptimavirus EscoHU1 mit Escherichia phage EscoHU1
    - Spezies Epseptimavirus ev23 mit Salmonella phage 2-3
    - Spezies Epseptimavirus ev119 mit Salmonella phage 1-19
    - Spezies Epseptimavirus ev123 (Salmonella-Virus 123) mit Salmonella phage 1-23
    - Spezies Epseptimavirus ev129 mit Salmonella phage 1-29
    - Spezies Epseptimavirus ev329 mit Salmonella phage 3-29
    - Spezies Epseptimavirus ev26175I mit Escherichia phage vB_EcoS-26175I
    - Spezies Epseptimavirus faergetype mit Salmonella phage faergetype
    - Spezies Epseptimavirus falkor mit Salmonella phage falkor
    - Spezies Epseptimavirus fuchur mit Salmonella phage fuchur
    - Spezies Epseptimavirus gretekellenberger mit Escherichia phage GreteKellenberger
    - Spezies Epseptimavirus GRNsp8 mit Salmonella phage GRNsp8
    - Spezies Epseptimavirus GSP001 mit Salmonella phage GSP001
    - Spezies Epseptimavirus GSW6 mit Salmonella phage GSW6
    - Spezies Epseptimavirus irmatschudi mit Escherichia phage IrmaTschudi
    - Spezies Epseptimavirus JNS202001 mit Salmonella phage JN-S202001
    - Spezies Epseptimavirus JNwz02 mit Salmonella phage JNwz02
    - Spezies Epseptimavirus KKP mit Salmonella phage KKP
    - Spezies Epseptimavirus LVR16A mit Salmonella phage LVR16A
    - Spezies Epseptimavirus mar003J3 mit Escherichia phage vB_Eco_mar003J3
    - Spezies Epseptimavirus METP1137112 mit Salmonella phage MET_P1_137_112
    - Spezies Epseptimavirus misterkot mit Salmonella phage misterkot
    - Spezies Epseptimavirus N3 mit Salmonella phage GEC_vB_N3
    - Spezies Epseptimavirus N7 mit Salmonella phage GEC_vB_N7
    - Spezies Epseptimavirus oselot mit Salmonella phage oselot
    - Spezies Epseptimavirus OSYSTA mit Salmonella phage OSY-STA
    - Spezies Epseptimavirus phagemcphageface mit Salmonella phage phagemcphageface
    - Spezies Epseptimavirus polluks mit Salmonella phage polluks
    - Spezies Epseptimavirus PRFSP13 mit Salmonella phage PRF-SP13
    - Spezies Epseptimavirus R201 ('Yersinia virus phiR201) mit Yersinia phage phiR2-01
    - Spezies Epseptimavirus RN29 mit Salmonella phage vB_STy-RN29
    - Spezies Epseptimavirus rokbiter mit Salmonella phage rokbiter
    - Spezies Epseptimavirus rutana mit Salmonella phage rutana
    - Spezies Epseptimavirus S113 mit Salmonella phage S113
    - Spezies Epseptimavirus S114 mit Salmonella phage S114
    - Spezies Epseptimavirus S116 mit Salmonella phage S116
    - Spezies Epseptimavirus S124 mit Salmonella phage S124
    - Spezies Epseptimavirus S126 mit Salmonella phage S126
    - Spezies Epseptimavirus S132 mit Salmonella phage S132
    - Spezies Epseptimavirus S133 mit Salmonella phage S133
    - Spezies Epseptimavirus S147 mit Salmonella phage S147
    - Spezies Epseptimavirus saus132 mit Escherichia phage saus132
    - Spezies Epseptimavirus SB9 mit Salmonella phage vB_SenS_SB9
    - Spezies Epseptimavirus SB10 mit Salmonella phage vB_SenS_SB10
    - Spezies Epseptimavirus SB13 mit Salmonella phage vB_SenS_SB13
    - Spezies Epseptimavirus Sds2 mit Phage vB_SabS_Sds2 (früher zu Epseptimavirus sepoy)
    - Spezies Epseptimavirus SE3 mit Salmonella phage SE3
    - Spezies Epseptimavirus SE24 mit Salmonella phage SE24
    - Spezies Epseptimavirus seafire mit Salmonella phage Seafire
    - Spezies Epseptimavirus sepoy mit Salmonella phage Sepoy
    - Spezies Epseptimavirus SH9 mit Salmonella phage SH9
    - Spezies Epseptimavirus smaug mit Salmonella phage smaug
    - Spezies Epseptimavirus SP76 mit Salmonella phage SP76
    - Spezies Epseptimavirus STG2 mit Salmonella phage STG2
    - Spezies Epseptimavirus stitch mit Salmonella phage Stitch
    - Spezies Epseptimavirus STWB21 mit Salmonella phage STWB21
    - Spezies Epseptimavirus STyj51 mit Salmonella phage vB_STyj5-1
    - Spezies Epseptimavirus supergirl mit Escherichia phage SuperGirl
    - Spezies Epseptimavirus Sw2 mit Salmonella phage Sw2
    - Spezies Epseptimavirus thor mit Salmonella phage SP_Thor
    - Spezies Epseptimavirus trudigerster mit Escherichia phage TrudiGerster
    - Spezies Epseptimavirus trudiroth mit Escherichia phage TrudiRoth
    - Spezies Epseptimavirus UTK0009 mit Salmonella phage vB_SenS_UTK0009
    - Spezies Epseptimavirus UTK0010 mit Salmonella phage vB_SenS_UTK0010
    - Spezies Epseptimavirus vaffelhjerte mit Salmonella phage vaffelhjerte

  - EM-Aufnahme eines

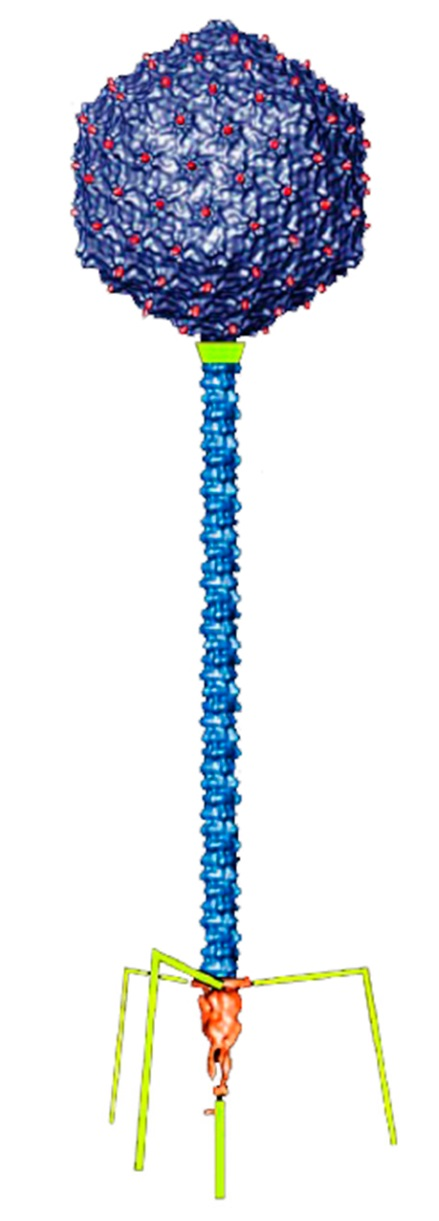
Modell von Lactococcus-Phage TP901-1. Basisplatte aktiv, Bindung an Polysaccharide.

 Virions von Escherichia-Virus T5.Modell von Lactococcus-Phage TP901-1. Basisplatte aktiv, Bindung an Polysaccharide. Gattung Tequintavirus (früher T5likevirus, T5virus, Wirte: Escherichien, Salmonellen, Shigellen, evtl. Epsilonproteobacteria: Campylobacter)[9]

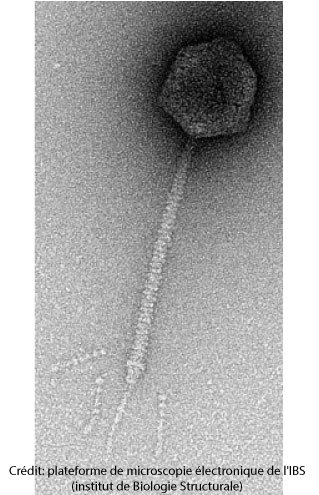
EM-Aufnahme eines
Virions von Escherichia-Virus T5.

    - Spezies Tequintavirus ABTNLsp4 mit Salmonella phage vB_SalS_ABTNLsp4
    - Spezies Tequintavirus ABTNLsp9 mit Salmonella phage vB_SalS_ABTNLsp9
    - Spezies Tequintavirus AKFV33 (Escherichia-Virus AKFV33) mit Escherichia phage vB_EcoS_AKFV33
    - Spezies Tequintavirus APCEc03 (Escherichia-Virus phiAPCEc03) mit Escherichia phage phiAPCEc03
    - Spezies Tequintavirus BB1 mit Escherichia phage BB1
    - Spezies Tequintavirus BF23 (Escherichia-Virus BF23) mit 'Escherichia phage BF23
    - Spezies Tequintavirus chee24 (Escherichia-Virus chee24) mit Escherichia phage chee24
    - Spezies Tequintavirus DaisyDussoix mit Escherichia phage DaisyDussoix
    - Spezies Tequintavirus DT5712 (Escherichia-Virus DT5712)  mit Escherichia phage DT571/2
    - Spezies Tequintavirus DT57C (Escherichia-Virus DT57C) mit Escherichia phage DT57C
    - Spezies Tequintavirus E22 mit Salmonella phage vB_Sen-E22
    - Spezies Tequintavirus EC100 mit Escherichia phage EC100
    - Spezies Tequintavirus EC148 mit Escherichia phage EC148
    - Spezies Tequintavirus ECOP18 mit Escherichia phage ECOP18
    - Spezies Tequintavirus ESCO30 mit Escherichia phage vB_EcoS_ESCO30
    - Spezies Tequintavirus ESCO40 mit Escherichia phage vB_EcoS_ESCO40
    - Spezies Tequintavirus ev219 mit Escherichia phage T5_ev219
    - Spezies Tequintavirus FFH1 (Escherichia-Virus FFH1) mit Escherichia phage vB_EcoS_FFH_1
    - Spezies Tequintavirus fp01 mit Escherichia phage fp01
    - Spezies Tequintavirus gostya9 (Escherichia-Virus Gostya9) mit Escherichia phage Gostya9
    - Spezies Tequintavirus GSP044 mit Salmonella phage GSP044
    - Spezies Tequintavirus H8 (Escherichia-Virus H8) mit Escherichia phage H8
    - Spezies Tequintavirus HASG4 mit Escherichia phage vB_EcoS_HASG4
    - Spezies Tequintavirus HdH2 mit Escherichia phage vB_EcoS_HdH2
    - Spezies Tequintavirus hildybeyeler mit Escherichia phage HildyBeyeler
    - Spezies Tequintavirus IME178 mit Escherichia phage IME178
    - Spezies Tequintavirus irisvonroten mit Escherichia phage IrisVonRoten
    - Spezies Tequintavirus JLBYU40 mit Escherichia phage JLBYU40
    - Spezies Tequintavirus JLBYU43 mit Escherichia phage JLBYU43
    - Spezies Tequintavirus KPP2018 mit Klebsiella phage KPP2018
    - Spezies Tequintavirus L6jm mit Salmonella phage L6jm
    - Spezies Tequintavirus lindwurm mit Escherichia phage Lindwurm
    - Spezies Tequintavirus LLS (Escherichia-Virus phiLLS) mit Escherichia phage phiLLS
    - Spezies Tequintavirus LmqsSP1 mit Salmonella phage vB_StyS-LmqsSP1
    - Spezies Tequintavirus mar004NP2 (Escherichia-Virus mar004NP2) mit Escherichia phage vB_Eco_mar004NP2
    - Spezies Tequintavirus N5 mit Salmonella phage GEC_vB_N5
    - Spezies Tequintavirus NBEco001 mit Phage NBEco001
    - Spezies Tequintavirus NBEco002 mit Phage NBEco002
    - Spezies Tequintavirus NBSal003 mit Phage NBSal003
    - Spezies Tequintavirus NBSal005 mit Phage NBSal005
    - Spezies Tequintavirus NR01 (Salmonella-Virus NR01) mit Salmonella phage NR01
    - Spezies Tequintavirus oldekolle mit Salmonella phage oldekolle
    - Spezies Tequintavirus OSYSP (Escherichia-Virus OSYSP) mit Escherichia phage OSYSP
    - Spezies Tequintavirus P1100107 mit Salmonella phage MET_P1_100_107
    - Spezies Tequintavirus phA11 mit Salmonella phage phA11
    - Spezies Tequintavirus phB7 mit Salmonella phage phB7
    - Spezies Tequintavirus phC17 mit Salmonella phage phC17
    - Spezies Tequintavirus PNJ1902 mit Escherichia phage PNJ1902
    - Spezies Tequintavirus S124 mit Salmonella phage vB_SenS_S124
    - Spezies Tequintavirus S131 (Salmonella-Virus S131) mit Salmonella phage S131
    - Spezies Tequintavirus SA001 mit Salmonella phage vB_SalS_SA001
    - Spezies Tequintavirus SE11 mit Salmonella phage SE11
    - Spezies Tequintavirus selmaratti mit Escherichia phage SelmaRatti
    - Spezies Tequintavirus shivani (Salmonella-Virus Shivani) mit Salmonella phage Shivani
    - Spezies Tequintavirus SHSML45(Shigella-Virus SHSML45) mit Shigella phage SHSML-45
    - Spezies Tequintavirus slur09 (Escherichia-Virus slur09) mit Escherichia phage slur09
    - Spezies Tequintavirus SP01 (Salmonella-Virus SP01) mit Salmonella phage SP01
    - Spezies Tequintavirus SP3 (Salmonella-Virus SP3) mit Salmonella phage SP3
    - Spezies Tequintavirus SP15 mit Escherichia phage SP15
    - Spezies Tequintavirus SPC35 (Salmonella-Virus SPC35) mit Salmonella phage SPC35
    - Spezies Tequintavirus SSP1 (Shigella-Virus SSP1) mit Shigella phage SSP1
    - Spezies Tequintavirus T5 (Escherichia-Virus T5, ehem. Typus) mit Escherichia phage T5
    - Spezies Tequintavirus Th1 mit Salmonella phage Th1
    - Spezies Tequintavirus tv179112 mit Salmonella phage MET_P1_179_112
    - Spezies Tequintavirus tv3sent1 mit Salmonella phage 3sent1
    - Spezies Tequintavirus tv8sent1748 mit Salmonella phage 8sent1748
    - Spezies Tequintavirus tvI1 mit Salmonella phage vB_Sen_I1
    - Spezies Tequintavirus VEc33 mit Escherichia phage VEc33
    - Spezies Tequintavirus VSe12 mit Salmonella phage VSe12
    - Spezies Tequintavirus vVAH1 mit Escherichia phage vB_EcoS_VAH1
    - Spezies „Campylobacter phage C8“ („Campylobacter-Phage C8“)
    - Spezies „Campylobacter phage C13“ („Campylobacter-Phage C13“)
    - Spezies „Salmonella phage 5“ („Salmonella-Phage 5“)
    - Spezies „Salmonella phage vB_SalS_SA001“ („Salmonella phage vB_SalS_SA001“)

  - ohne zugewiesene Gattung
    - Spezies „Bacteriophage Eos“
    - Spezies „Pantoea phage vB_PagS_AAS21“ („Pantoea phage vB_PagS_AAS21“) (Wirte: Pantoea)
    - Spezies „Vibrio phage 149 (Typ IV)“, mit Phage ϕ149 (ehemals in der damaligen Gattung T5virus alias T5likevirus, vom ICTV 2015 aus dieser Gattung genommen, da zu wenig Datenmaterial für die Zuordnung vorliegt)[10][11]

- Unterfamilie Mccorquodalevirinae
  - Gattung Hongcheonvirus (Wirte: Pectobacterien)
    - Spezies Hongcheonvirus DUPPV (Pectobacterium-Virus DUPPV, ehem. Typus) mit Pectobacterium phage DU_PP_V

  - Gattung Myunavirus (Wirte: Pectobakterien)
    - Spezies Myunavirus My1 (Pectobacterium-Virus My1, ehem. Typus) mit Pectobacterium phage My1

- ohne zugewiesene Unterfamilie:
  - Gattung: Keyvirus (Wirte: Erwinien, Pantoea)
    - Spezies Keyvirus AAS21 mit Pantoea phage vB_PagS_AAS21
    - Spezies Keyvirus key mit Erwinia phage Key

  - Gattung Novosibvirus (Wirte: Proteus)
    - Spezies Novosibvirus PM135 (Proteus-Virus PM135, ehem. Typus) mit Proteus phage PM135
    - Spezies Novosibvirus stubb (Proteus-Virus Stubb) mit Proteus phage Stubb
    - Spezies „Proteus phage 1“ („Proteus-Phage 1“)
    - Spezies „Proteus phage 2“ („Proteus-Phage 2“)
    - Spezies „Proteus phage M4H10_20“ („Proteus-Phage M4H10_20“)

  - Gattung Pogseptimavirus (Wirte: Vibrionen)
    - Spezies Pogseptimavirus PG07 (Vibrio-Virus PG07, ehem. Typus) mit Vibrio phage vB_VpS_PG07
    - Spezies Pogseptimavirus VspSw1 (Vibrio-Virus VspSw1) mit Vibrio phage VspSw_1 alias Vibrio phage vspsw1, Vibrio phage ValDsh2, Vibrio phage valsw3 und  Vibrio phage vB_ValS_X1

  - Gattung Priunavirus (Wirte: Providencia)
    - Spezies Priunavirus PR1 (Providencia-Virus PR1) mit Providencia phage vB_PreS_PR1

  - Gattung Shenzhenvirus (Wirte: Aeromonas)
    - Spezies Shenzhenvirus AhSzq1 (Aeromonas-Virus AhSzq1) mit Aeromonas phage AhSzq-1
    - Spezies Shenzhenvirus AhSzw1 (Aeromonas-Virus AhSzw1) mit Aeromonas phage AhSzw-1
    - Spezies „Aeromonas phage Akh-2“ („Aeromonas-Phage Akh-2“)

  - Gattung Sugarlandvirus (Wirte: Klebsiellen)
    - Spezies Sugarlandvirus AmPhEK80 mit Klebsiella phage AmPh_EK80
    - Spezies Sugarlandvirus anoxic mit Klebsiella phage vB_KppS-Anoxic
    - Spezies Sugarlandvirus B01 mit Klebsiella phage vB_Kpn_B01
    - Spezies Sugarlandvirus FZ41 mit Klebsiella phage vB_KpnS_FZ41
    - Spezies Sugarlandvirus GZ8 mit Klebsiella phage GZ8
    - Spezies Sugarlandvirus IME260 mit Klebsiella phage vB_Kpn_IME260
    - Spezies Sugarlandvirus JIPhKp127 mit Klebsiella phage JIPh_Kp127
    - Spezies Sugarlandvirus KpGranit mit Klebsiella phage KpGranit
    - Spezies Sugarlandvirus KPN4 mit Klebsiella phage KPN4
    - Spezies Sugarlandvirus PWKp9S mit Klebsiella phage PWKp9S
    - Spezies Sugarlandvirus ShaphcTDM11244 mit Klebsiella phage Shaphc-TDM-1124-4
    - Spezies Sugarlandvirus storm mit Klebsiella phage vB_KppS-Storm
    - Spezies Sugarlandvirus sugarland (Klebsiella-Virus Sugarland) mit Klebsiella phage Sugarland
    - Spezies Sugarlandvirus totoro mit Klebsiella phage vB_KppS-Totoro
    - Spezies Sugarlandvirus Uniso31 mit Klebsiella phage vB_KpnS_Uniso31
    - Spezies Sugarlandvirus VAC35 mit Klebsiella phage vB_KpnS-VAC35
    - Spezies Sugarlandvirus VAC51 mit Klebsiella phage vB_KpnS-VAC51
    - Spezies Sugarlandvirus veronica mit Klebsiella phage vB_KaS-Veronica

  - ohne zugewiesene Gattung
    - Spezies „Serratia phage Slocum“ („Serratia-Phage Slocum“; Wirte: Serratia)